# Ixelles
Ixelles (niderl. Elsene) – gmina w Belgii, jedna z 19 w dwujęzycznym Regionie Stołecznym Brukseli, w Okręgu Stołecznym Brukseli. 1 stycznia 2023 liczyła 88 521 mieszkańców. Ixelles jest powszechnie uważana za jedną z zamożniejszych części aglomeracji, znaną ze społeczności imigrantów europejskich i kongijskich, w okolicy Matonge. Gmina miejska Bruksela i należąca do niej Aleja Luizy (arteria łącząca centrum z leżącym na południu parkiem Bois de la Cambre) rozdziela Ixelles na dwie części.
Nazwa pochodzi od olchy, a ściśle – od olszyny (odt. Else(n)lo) i przybierała formy Elsela, Elsele, Elsen; Elsene w języku niderlandzkim oraz Ixel, Ixelles po francusku.
Na terenie Ixelles znajdują się kampusy dwóch uniwersytetów: kampus de la Plaine francuskojęzycznego Université Libre de Bruxelles oraz kampus Etterbeek niderlandzkojęzycznego Vrije Universiteit Brussel.
Znajduje się tutaj Plac Flagey, cmentarz oraz parki Stawy Ixelles i Tenbosch.

## Osoby

### urodzone w Ixelles
- Julio Cortázar, pisarz
- Audrey Hepburn, aktorka

## Komunikacja
Przez gminę przebiegają linie tramwajowe nr 23, 24, 25, 81, 83, 92 i 94.  Ponadto znajduje się tu stacja kolejowa Bruxelles-Luxembourg oraz przystanki Etterbeek i Boondael obsługiwane przez SNCB/NMBS.

## Współpraca
Miejscowości partnerskie:
- Biarritz, Francja
- Kalamu, Demokratyczna Republika Konga
- Megiddo, Izrael
- Zababdeh, Palestyna